# Лийр
Лийр (на нидерландски: Lier, [liːr]) е град в Северна Белгия, окръг Мехелен на провинция Антверпен. Населението му е около 33 900 души (2010).

## География
Лийр е разположен на 2 метра надморска височина в Средноевропейската равнина, на бреговете на река Нете и на 10 km североизточно от град Мехелен. Полщта на общината на Лийр е 49,70 km². Освен същинския град, тя включва и подобщината Конингсхойкт, присъединена през 1977 година.

## Икономика
В Конингсхойкт е седалището и основната производствена база на производителя на автобуси „Ван Хол“.

## Култура
Лийр е известен със своите бири, сред които тъмната кавес, със своя светец покровител Гумар и със сладките лийрски влайке.
Двата основни футболни клуба в града са „Лирсе С. К.“ и „К. Лейра Т. С. В.“.

## Известни личности
Родени в Лийр
- Янина Викмайер (р. 1989), тенисистка
- Гастон Ейскенс (1905 – 1988), политик
- Реймон Сьолеманс (р. 1937), играч на билярд